# عذرخواهی

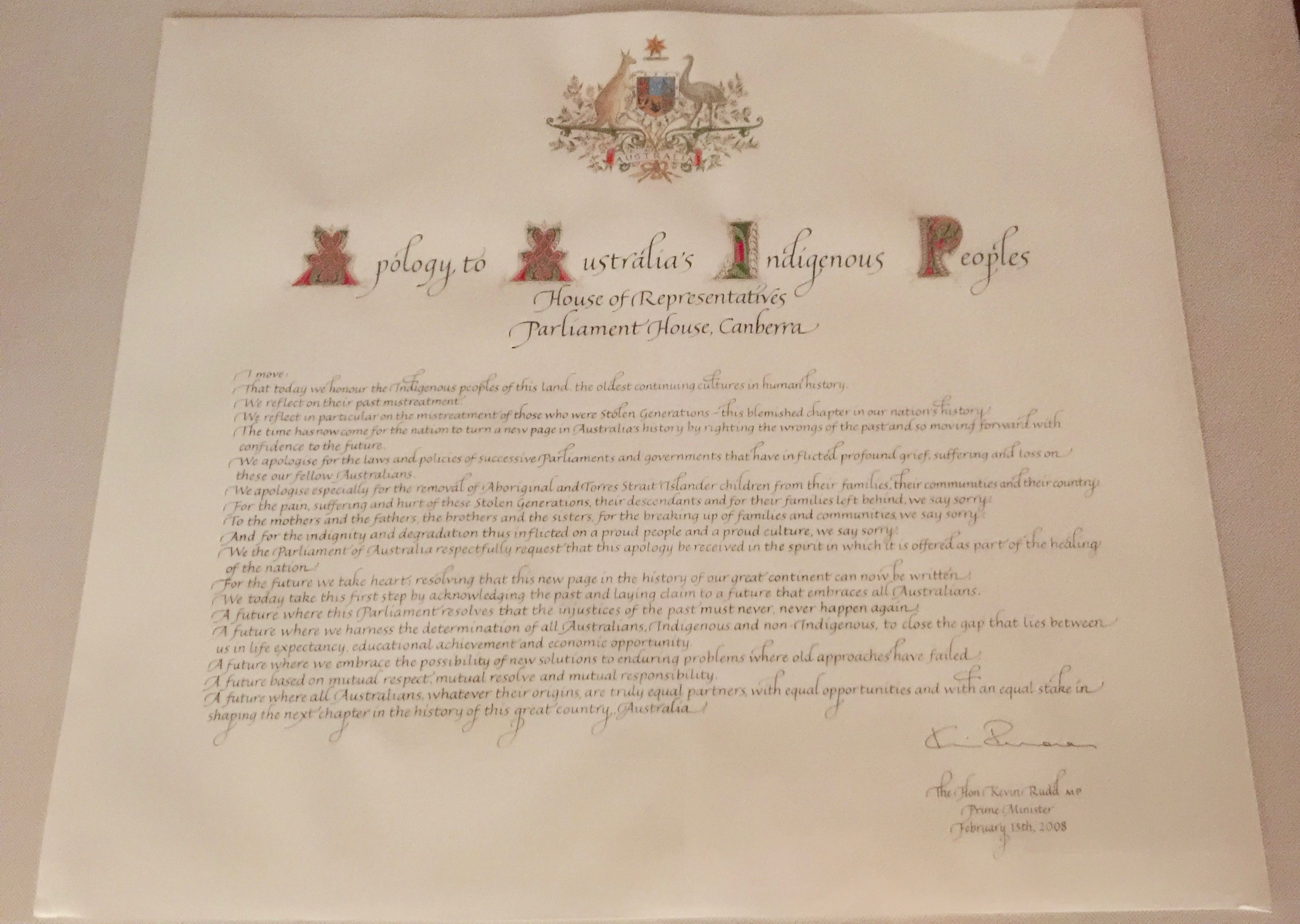
یک عذرخواهی رسمی و کتبی، از سوی یک دولت برای گروهی از مردم که دولت به آنها آسیب رسانده بود، فرستاده شد.

عذرخواهی یا پوزش بیان حسرت یا پشیمانی از اعمال است، در حالی که معذرت خواستن عمل ابراز پشیمانی یا پشیمانی است. در موقعیت‌های غیررسمی، ممکن است به آن گفتن تاسف بگویند. هدف عذرخواهی عموماً بخشش، آشتی و بازگرداندن رابطه بین افراد درگیر در یک اختلاف است.
ماهیت عذرخواهی حداقل شامل دو نفر است که یکی از آنها به دیگری بی‌احترامی یا توهین کرده است.